# Tulotoma magnifica
Tulotoma
Genre
Espèce
Statut de conservation UICN

 EN B1+2c : En danger
Tulotoma magnifica est une espèce de mollusques gastéropodes appartenant à la famille des Viviparidae. Cette espèce d’eau douce possède une coquille caractéristique spiralée et ornée. Elle est l'unique représentante du genre Tulotoma.

## Dénominations
Le terme Tulotoma vient probablement de racines grecques ou latines évoquant la forme de la coquille. Le nom spécifique magnifica a été choisi par Conrad en 1834 pour souligner la beauté remarquable de la coquille de l'espèce, qu'il considérait comme «magnifiquement ornée de spirales de protubérances».

## Caractéristiques
Tulotoma magnifica possède une coquille épaisse, spiralée, et très ornementée. Sa morphologie lui permet de résister aux courants modérés des rivières dans lesquelles elle vit. Elle respire à l'aide de branchies.

## Alimentation
Comme la plupart des gastéropodes dulçaquicoles, elle broute les algues présentes sur les substrats immergés.

## Reproduction
Tulotoma magnifica est gonochorique et ovipare. Les femelles déposent des œufs sur des surfaces dures.

## Habitat et répartition
L’espèce est endémique de l’Alabama (États-Unis), principalement dans le bassin de la rivière Coosa, où elle habite les rivières à courant modéré et aux fonds rocheux.

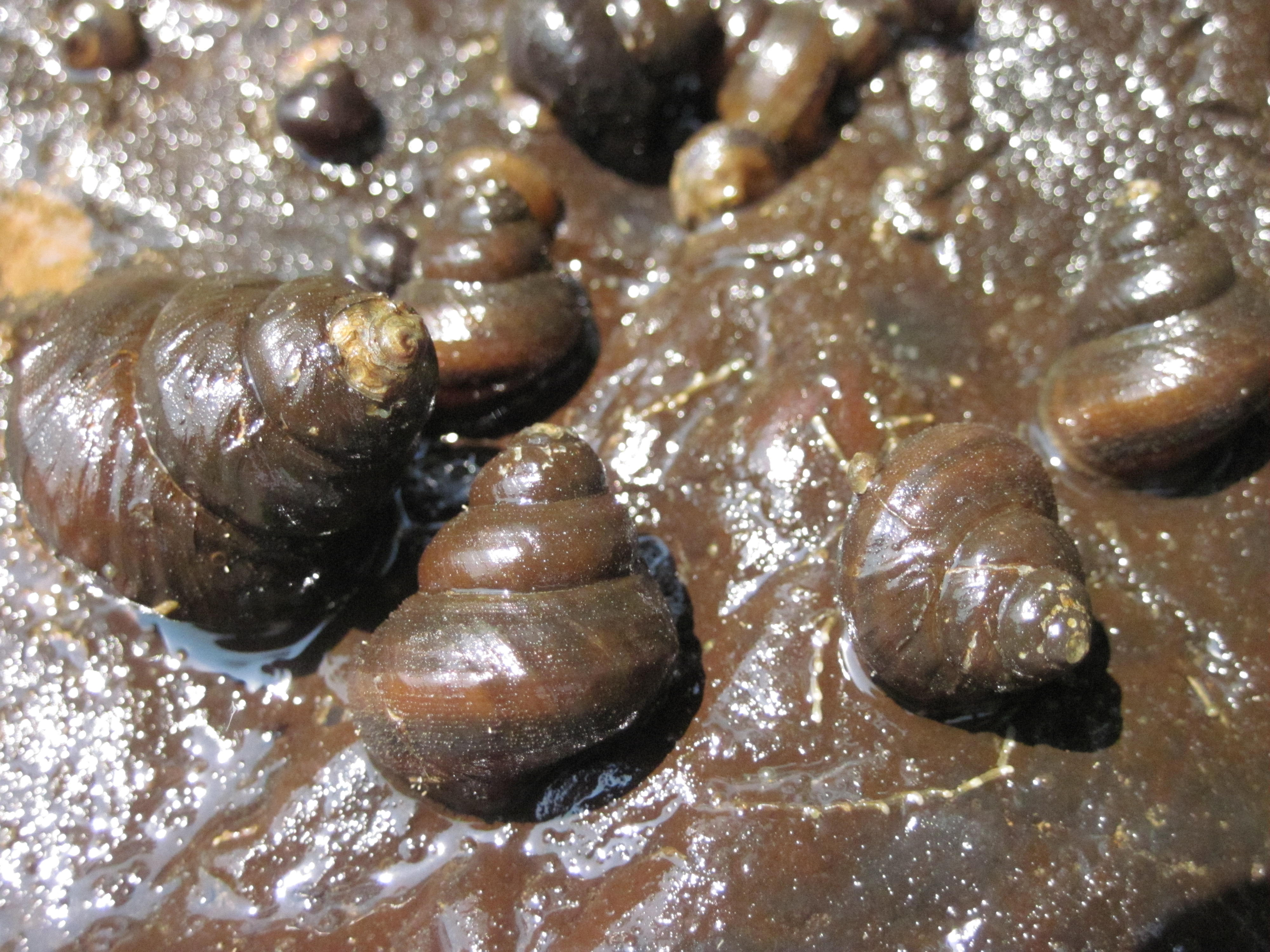
Groupe de Tulotoma magnifica

## L'espèce et l'Homme
Tulotoma magnifica a longtemps été considérée comme éteinte, notamment à cause de la construction de barrages ayant modifié son habitat. Des efforts de conservation ont permis de redécouvrir des populations et de les préserver. Elle est maintenant considérée en danger d'extinction.